# Lineth Cedeño
Lineth Isabel Cedeño Valderrama (* 5. Dezember 2000 in Panama-Stadt) ist eine panamaische Fußballspielerin.

## Karriere

### Klub
Im Sommer 2019 wechselte sie aus ihrer Heimat vom Tauro FC nach Spanien, wo sie sich nun Joventut Almassora CF anschloss. Gut ein Jahr später zog es sie dann im August 2020 weiter zum Alhama CF. Zur Saison 2021/22 wechselte sie schließlich nach Italien, wo sie nun bei Hellas Verona in 15 Partien fünf Treffer erzielte. So kam dann zur Saison 2022/23 auch ihr Wechsel zu Sampdoria Genua, für diese konnte sie in ihren 13 Spielen hier aber nie einnetzen, was auch damit zu tun hatte, dass sie oftmals nicht viel Spielzeit bekam. Am Ende gewann ihre Mannschaft in dieser Zeit nur zwei Mal und stieg am Ende als Tabellenletzter ab. Seit dem März 2023 ist sie nun ohne Klub.

### Nationalmannschaft
Bei der panamaischen A-Nationalmannschaft hatte sie ihr Debüt im Jahr 2017, wo sie mit ihrer Mannschaft sich für den Gold Cup 2018 qualifizierte und auch dort in der Endrunde eingesetzt wurde und zwei Treffer erzielte. Am Ende erreichte sie mit ihrem Team hier auch das Halbfinale, unterlag hier aber und tat dies ebenfalls im Spiel um den dritten Platz. Damit hatte man aber trotzdem noch die Chance auf einen WM-Platz für das Turnier im Jahr 2019, welcher in einem interkontinentalen Playoff gegen Argentinien ausgetragen wurde. Hier wurde sie auch für eine gewisse Zeit eingesetzt, am Ende verlor man aber auch dieses und verpasste somit denkbar unglücklich die erstmalige Qualifikation für eine WM.
Danach nahm sie mit der Mannschaft auch erfolgreich an der Qualifikation (sie selbst erzielte drei Tore in nur einer Partie gegen Belize) zur CONCACAF W Championship 2022 teil, mit der sie dann am Ende auch bei der dortigen Endrunde in allen drei Gruppenspielen des Teams zum Einsatz kam.  Am Ende schied ihre Mannschaft nach der Gruppenphase aus, durch die Platzierung auf dem dritten Platz konnte die Mannschaft aber am Playoff-Turnier um einen Startplatz bei der Weltmeisterschaft 2023 teilnehmen. Hier schaffte es sie mit ihren Mitspielerinnen schlussendlich dann auch sich für die WM zu qualifizieren. Bei den beiden Partien war sie auch jeweils aktiv und bereitete im ersten Spiel auch noch ein Tor vor. Im zweiten erzielte sie zudem noch ein eigenes.